# Торе Канавезе
То̀ре Канавѐзе (на италиански: Torre Canavese; на пиемонтски: Tor Ber, Тор Бер) е село и община в Метрополен град Торино, регион Пиемонт, Северна Италия. Разположено е на 417 m надморска височина. Към 1 януари 2020 г. населението на общината е 604 души, от които 29 чужди граждани.